# The Brady Bunch
The Brady Bunch (La tribu Brady en Hispanoamérica, aunque se solía mencionarlos directamente como Los Brady Bunch; y La tribu de los Brady en España) es una serie de televisión sitcom estadounidense. El programa se emitió originariamente desde el 26 de septiembre de 1969 hasta el 8 de marzo de 1974 en la cadena estadounidense ABC y posteriormente fue exportada al resto del mundo.

## Argumento
La serie gira en torno a la convivencia de un matrimonio recién casado formado por Mike y Carol. Cada uno de ellos aporta tres hijos; todos niños en el caso de Mike (Greg, Peter y Bobby) y todas niñas en el caso de Carol (Marcia, Jan y Cindy). Con todos ellos convive la ama de llaves Alice.

## Intérpretes
- Robert Reed - Mike Brady
- Florence Henderson - Carol Brady
- Ann B. Davis - Alice Nelson
- Maureen McCormick - Marcia Brady
- Barry Williams - Greg Brady
- Eve Plumb - Jan Brady
- Christopher Knight - Peter Brady
- Susan Olsen - Cindy Brady
- Mike Lookinland - Bobby Brady